# 雷布魯克 (紐約州)
雷布魯克（英語：Ray Brook）是位於美國紐約州艾塞克斯縣的非建制地區。

## 歷史
雷布魯克的郵局自1881年營運至今。

## 地理
雷布魯克所處的海拔為高於海平面484米（即1588英呎），而該地所採用的時區為UTC-5，即北美东部时区（EST）。同時該地設有夏令時間，為UTC-5調快一小時，即UTC-4（EDT）。